# Land Boitin
Das Land Boitin ist eine mittelalterliche Provinz des Bistums Ratzeburg. Es wird 1158 in der Dotationsurkunde Heinrich des Löwen als Butin erstmals urkundlich erwähnt. Der Name geht zurück auf den polabischen Volksstamm der Bytiner. Infolge einer noch in der drawänopolabischen Sprache nachweisbaren Lautwandlung wurde y zu oi, Bytin zu Boitin. Gegenüber dem polabischen Boitin vermochte sich der eingedeutschte Name Butin nicht durchzusetzen. Auch der polabische Name des Landes ist inzwischen verschwunden und heute nur noch vereinzelt wiederzufinden, etwa im Ortsnamen Boitin-Resdorf.
Die Grenzen des Landes Boitin werden in der Dotationsurkunde wie folgt beschrieben:
...vom Herzogsgraben bis zu einem Steinhaufen in der Nähe von Bünstorf und von dort weiter mitten durch den Menzendorfer See und von dort in grader Linie bis zu einem großen Stein, von diesem in den gemeinsamen Wald bis zu einem Ort der im Volksmund Mannhagen heißt, in der Nähe von Carlow und in dem Riepser Sumpf genannten, in Richtung Schlagsdorf gelegenem Wald und von dort entlang des Lenschower Baches bis zu dessen Einmündung in die Wakenitz.
Das Land Boitin umfasste somit ungefähr das Gebiet der heutigen Gemeinden Selmsdorf, Schönberg (Mecklenburg), Siemz-Niendorf und Lüdersdorf im Landkreis Nordwestmecklenburg.
Unter Bischof Markward von Jesowe setzte zu Beginn des 14. Jahrhunderts das Bemühen der Ratzeburger Bischöfe um Arrondierung des Landes Boitin ein.